# Vosloorus
Vosloorus är en ort i den sydafrikanska provinsen Gauteng. Vosloorus hade 797 032 invånare vid folkräkningen 2011